# Il miracolo della farfalla
Il miracolo della farfalla (Le Papillon) è un film del 2002 scritto e diretto da Philippe Muyl.

## Trama
Elsa è una bambina di nove anni che vive con la madre Isabelle, con cui desidera passare un'intera giornata insieme, anche se purtroppo la madre è sopraffatta dai suoi impegni. Inizia così a frequentare Julien, un anziano signore con la passione per le farfalle.
Julien si dirige sulle prealpi del Vercors, non sapendo di essere stato seguito da Elsa, per cercare una farfalla rara. Egli rivela alla bambina che in realtà la passione delle farfalle era di suo figlio, deceduto prematuramente, che gli aveva chiesto di trovare una particolare farfalla.
La madre crede che Elsa sia stata rapita e contatta le forze dell'ordine. Elsa intanto cade in una buca e Julien chiama i soccorsi, ma al loro arrivo, viene sospettato del rapimento e quindi viene messo sotto sorveglianza. Un ragazzo di nome Sébastien tira fuori Elsa che può tornare a casa con la madre.
Chiarito l'equivoco, Julien viene rilasciato ed Elsa può tornare a frequentarlo, cosicché possano andare alla ricerca delle farfalle.